# المركز (أربعاء تاوريرت)
المركز هي إحدى مشيخات المملكة المغربية، تتبع جغرافيا لإقليم الحسيمة وإداريًا لأربعاء تاوريرت. يقدر عدد سكانها بـ 29421 نسمة حسب الإحصاء الرسمي للسكان والسكنى لسنة 2004.